# Герметическое общество
Герметическое общество (англ. Hermetic Society нем. Hermetische Gesellschaft) — состояло из Лондонской ложи с 1884 по 1890 год, а также Дублинской ложи с 1885 по 1939 год. Лондонскую группу можно рассматривать как предвестников Герметического ордена «Золотая заря», а дублинская группа повлияла на ирландское возрождение.

## Герметическое общество в Лондоне
Лондонская ложа Герметического общества была основана в 1884 году мистиками Анной Кингсфорд и Эдвардом Мейтлендом. Они пытались возродить эзотерическое христианство, исследовали Библию в терминах эзотерического символизма, каббалы, мифологии Египта, Греции, и Рима. Доктрина общества была схожа с некоторыми неоплатоническими, гностическими и алхимическими идеями.  
В начале 1880-х гг. Кингсфорд и Мейтленд были членами Теософического общества, а 1884 году они возглавили лондонскую Теософическую ложу. Однако, когда они поняли, что восточную ориентацию общества никогда не удастся согласовать с их западной верой, они ушли в отставку.
Герметическое общество привлекло  МакГрегора Мазерса и Уинни Уэсткотта, впоследствии основавших Герметический орден Золотой зари. Анна Кингсфорд, вероятно, увлекла Мазерса и Уэсткотта идеей, что мужчины и женщины должны вместе участвовать в духовных поисках и практиках, так же как это было принято в Теософическом обществе.
1885 году Кингсфорд и Мэйтленд издают герметический трактат «Дева, или Зеница мира» (The Virgin of the World) («Korè Kosmou» из Антологии Стобея).

## Герметическое общество в Дублине
16 июня 1885 года Уильям Батлер Йейтс, Джордж Уильям Рассел и Чарльз Джонстон в Дублине запустили филиал Лондонского герметического общества. Это была первая теософская организация в Ирландии, хотя и не являлась официальной ложе Теософического общества, поскольку Лондонское герметическое общество было независимым. Год спустя, в июне 1886 года, Йейтс и Рассел основали официальную теософическую ложу в Дублине. В дальнейшем источники говорят, что или Герметическое общество было в теософической Дублинской Ложе или присоединилось к членам этого общества, так что они перестали существовать как независимая организация. Или Герметическое общество существовало в течение некоторого времени, но, по сравнению с Дублинсой Ложой, потеряло в последующие годы настолько большое значение. Иногда, также упрощенно, Дублинская Ложа упоминается как Герметическое Общество, поэтому приравнивается к нему, поскольку было много личных связей между членами этих организаций. В любом случае, в 1898 году Йейтс, Рассел и Джонстон восстановили Герметическое общество как независимую организацию, независимую от Теософского общества.
В 1895 году Джадж Кейс разделил Теософическое общество на два направления: Теософское общество Адьяр под руководством Генри Стил Олкотта и Теософическое общество в Америке (TGinA) под руководством Уильяма Квана Джаджа. Дублинская ложа следовала за руководством TGinA под руководством Джадж. После ранней смерти Джадж в 1896 году и последующего изменения курса TGinA при Кэтрин Тингли ряд членов покинули Дублинскую Ложу TGinA, включая Йейтса, Рассела и Джонстона. Как упоминалось выше, в марте 1898 года эти трое восстановили Герметическое общество как организацию, независимую от Теософического общества. Рассел стал президентом и оставался в должности до 1933 года, когда Патрик Гиллман Боуэн занял пост президента. Боуэн распустил Герметическое общество в начале Второй мировой войны в 1939 году. 
В возрожденном Герметическом обществе, в отличие от Теософического общества, не было целей, это был скорее свободный и спокойный клуб. Темы теософии, в первую очередь работы Елены Блаватской и Уильяма Квана Джаджа, были в программе, а также индийской философии или западной тайной традиции. В центре внимания, однако, была ирландская культура и литература, в этом контексте Герметическое общество также было частью ирландского Возрождения.

## Президенты Герметического общества
Президентами Герметического общества были:
- Лондон, 1884-1888: Анна Кингсфорд
- Дублин 1885-1886: Уильям Батлер Йейтс
  - 1886-1898: как часть Теософского общества в форме Ложи-Дублин. 1886-1895 гг. Дублинская ложа была частью Теософского общества, с 1895 года — частью Теософского общества в Америке.
- 1898-1933: Джордж Уильям Рассел
- 1933-1939: Патрик Гиллман Боуэн